# 陸自嶽
陸自嶽（1601年—？），字岱瞻，南直隸常州府武進縣人，明朝政治人物。

## 生平
崇禎三年（1630年）庚午科應天鄉試第九十四名舉人，四年（1631年）中式辛未科會試第三百四十九名，三甲第四十九名進士。戶部觀政，授歸善縣知縣，六年（1633年）任廣東鄉試同考官，十年（1637年）謫江西按察司照磨，十二年（1639年）升延平府推官，升寧波府知府，賑濟災荒、弭平變亂，有顯著勞苦政績，卒後入祀寧波名宦祠。

## 家族
曾祖陸問政；祖父陸成德；父陸廉。兄陸自巖。女婿劉維禎。

## 引用
1. ↑  《崇祯四年辛未科進士三代履歷》：陆自嶽，岱瞻，诗三房，辛丑二月十七日生，武进人。乡九十四，会三百四十九，三甲四十九名，户部政，授归善知县，癸酉本省同考，丙子举卓异，丁丑考选，降级，补江西按察司照磨，己卯升延平府推官。曾祖問政，祖成德，父廉。
2. ↑  文秉《烈皇小識》卷五：崇禎十年「時當考選，行取各官俱鱗集都下。舊例止推敲臺省，甲戌復增入詞林，雖以官評為據，而營私者正自不少。時江南推轂建陽知縣沈鼎科，而歸善知縣陸自嶽必欲攘之，互相訐揭，陳啟新疏論及之。奉旨：『著指名回話。』又旨下：『吏科取訪冊進覽。』於是姜逢元、王業浩、孫晉等，皆以圈多，蒙旨詰責，有『何廣知若此』之語，各降調有差。啟新回奏，指涇縣知縣尹民興、江都知縣顏允紹，及同鄉預定詞林之陸自嶽，部覆，三人俱降處。自嶽即訐奏沈鼎科，鼎科亦不得考選。吏部尚書田唯嘉乃請先推部屬，所共推二十三人，皆孤立寡援者，輿論嘩然。……十一年三月，楊士聰疏下，著指名回奏。於是，指陸自嶽、張若麟、沈迅。蓋自嶽與沈鼎科同在考選，自嶽為陳啟新指參降處。不甘鼎科獨留，特出疏以傾之。……沈、張回奏，俱言：『士聰平日招搖局騙，至於考選大典，公然登壟，而招已惟守正聽命，以致大觸其怒』云云。而於開復考滿日期，俱置不及。唯嘉又收陸自嶽為助，自嶽亦出疏參士聰羽翼沈鼎科為接引，指吏科葉高標為主持。…」